# Callistemon linearis

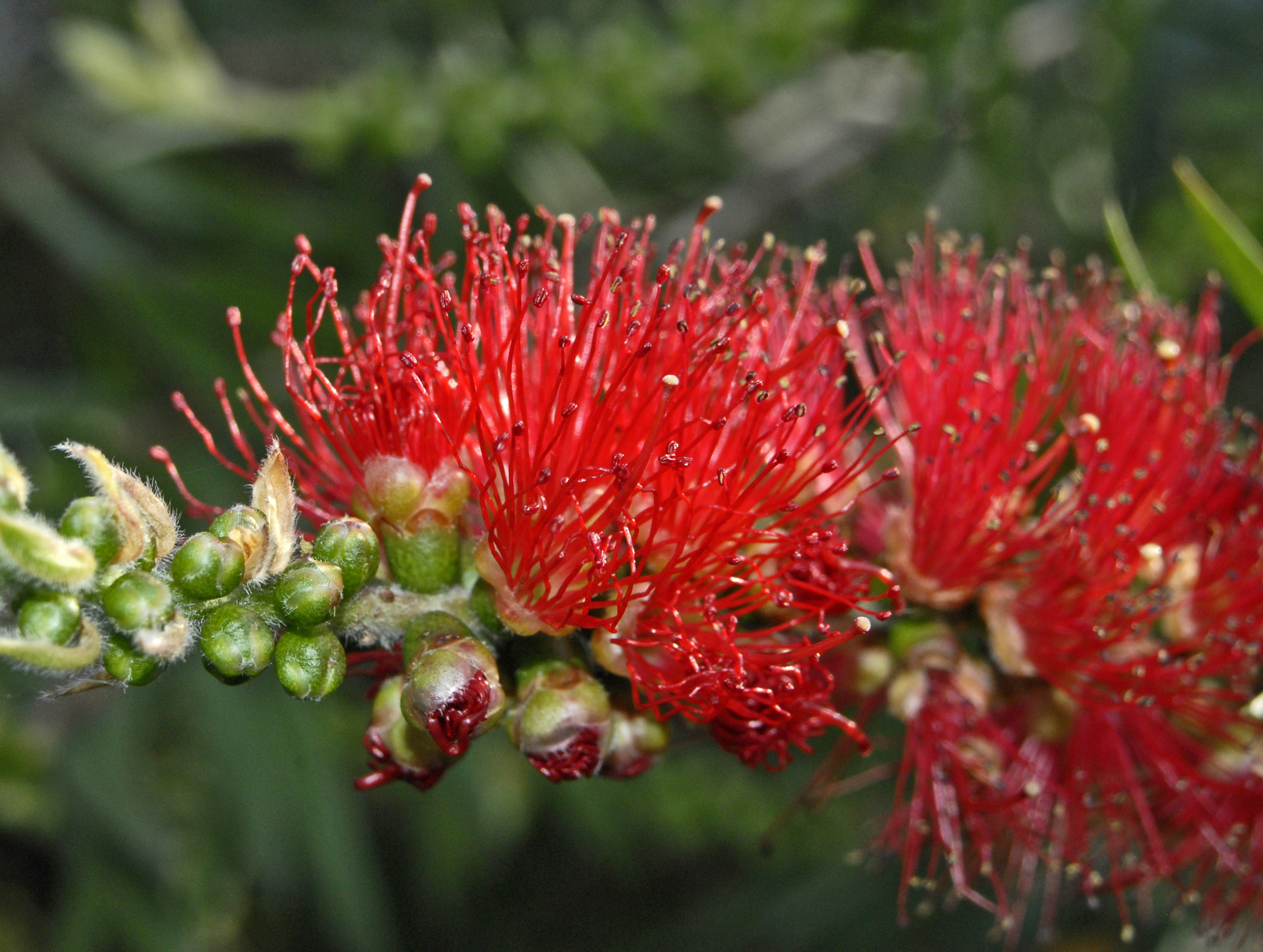
Inflorescències

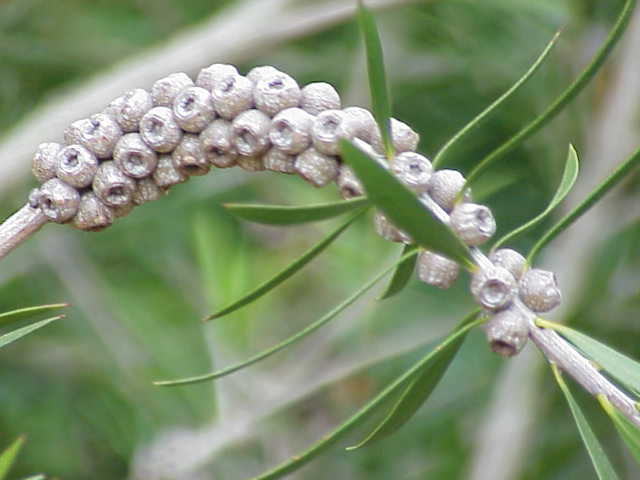
Càpsules de les llavors

Callistemon linearis és una espècie de planta de la família de les Mirtàcies que es distribueix per Austràlia. És un arbust perenne que es troba sobre sòls argilosos i sorrencs a llocs humits. Pot arribar a mesurar fins a 3 m d'alçada. Les seves fulles són linears, de 4 a 10 cm de longitud i d'1 a 3 mm d'amplada, en forma de canaló o a vegades planes, amb els marges engruixits, gruixudes, escabroses a la superfície inferior i amb venes laterals discretes. Les seves espigues de flors mesuren generalment de 5 a 10 cm de longitud, moltes poden arribar a mesurar els 45-50 mm i, ocasionalment, algunes mesuren 60 mm de diàmetre. Raquis i hipants pubescents a l'inici. Els filaments mesuren de 20 a 25 mm de longitud, essent de color vermell pàl·lid, i les anteres són fosques. El seu període de floració es troba comprés entre finals de primavera i inicis d'estiu. El fruit és una càpsula de 7 mm de diàmetre.